# اکسپرس ای‌ام ۶
ماهواره اکسپرس ای اِم ۶ (به انگلیسی: Ekspress-AM6) در مدار ۵۳ درجه شرقی قرار دارد.
این ماهواره جایگزین ماهواره اکسپرس ای‌ام ۲۲ در مدار ۵۳ درجه شرقی شد.
این ماهواره در اروپا، آسیا، خاورمیانه و روسیه قابل دریافت است.

## پرتاب
این ماهواره توسط شرکت RSCC در ۵۳ درجه شرقی جای‌گذاری شده‌است.

## شبکه‌های ماهواره‌ای
این ماهواره هم‌جهت با یاه ست ۱ ای و موناکوست (ترکمن عالم) است.